# Mercedes Ibáñez
Mercedes Ibáñez es una presentadora y realizadora de televisión española.
Ha desarrollado toda su carrera profesional en Televisión Española, canal en el que debutó en 1971 como presentadora del programa infantil La casa del reloj. Más tarde se unió a Antolín García en la presentación del espacio dominical Siempre en domingo (1971-1972).
Tras adquirir experiencia en el medio televisivo, Mercedes Ibáñez pasó a situarse detrás de la cámara y se convirtió en realizadora de programas como Consumo (1981-1982), Y sin embargo, te quiero (1983-1984), De 7 en 7 (1985), Pero ¿esto qué es? (1989), Vídeos de primera (1990), Telepasión española (2000), La mandrágora (2002-2004) o Palabra por palabra (2005).